# Bruška
Bruška is een plaats in de gemeente Benkovac in de Kroatische provincie Zadar. De plaats telt 167 inwoners (2001).